# ケプラー62f
ケプラー62f (Kepler-62f) とは、地球から見てこと座の方向に約1200光年離れた位置にある恒星ケプラー62を公転する太陽系外惑星の1つである。2013年の発見当初は、天体が液体の水を保持できるハビタブルゾーンの内部にあると予測されている天体の中では最小の直径を有する太陽系外惑星であった。

## 軌道の性質

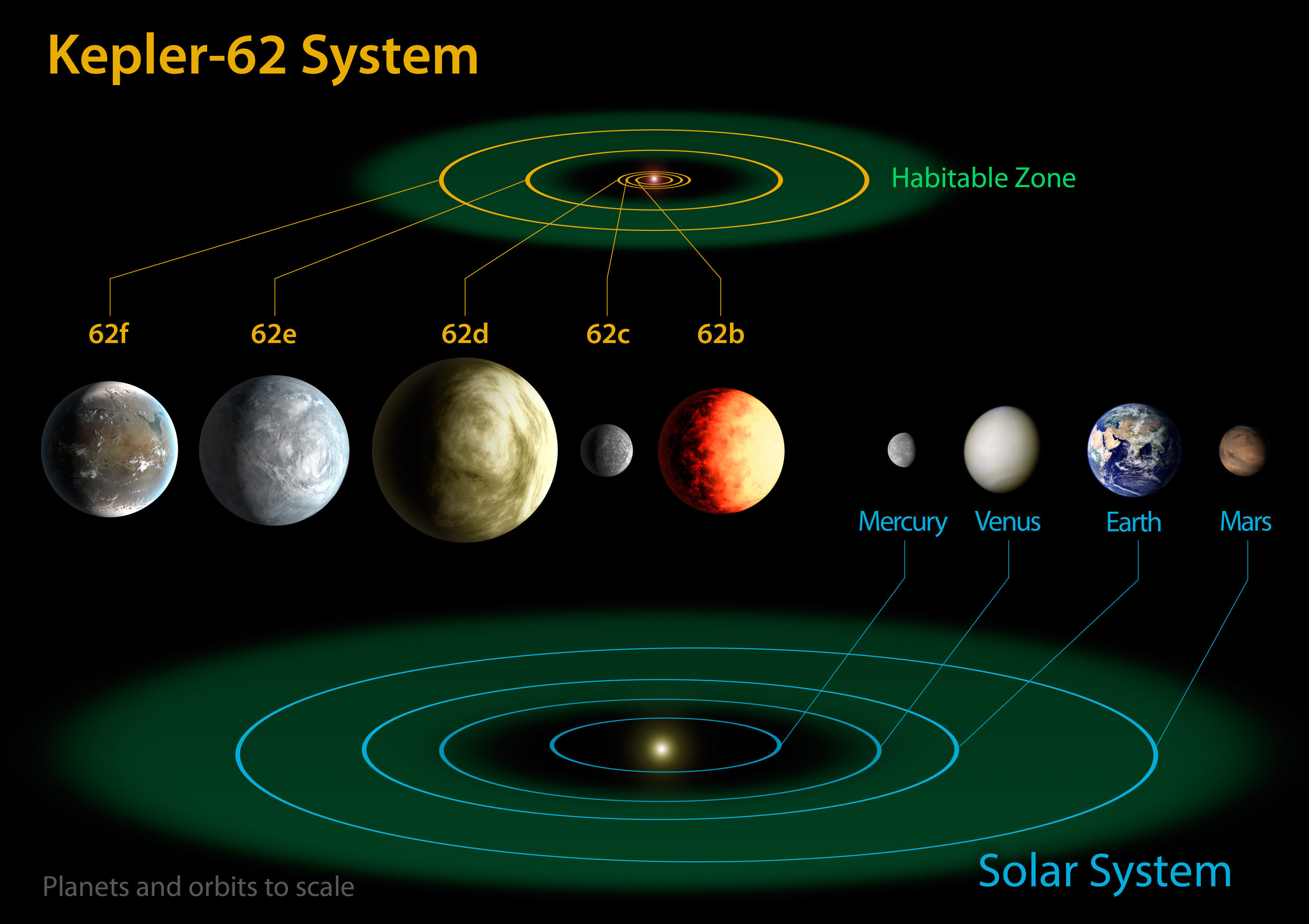
ケプラー62を公転する5個の惑星（上）と太陽系の惑星（下）のそれぞれの軌道の比較。最も外側を公転するのがケプラー62fである。

ケプラー62fは、太陽の0.64倍の直径と0.69倍の質量を持つやや小ぶりの大きさの恒星ケプラー62を公転している。ケプラー62には太陽系外惑星が全部で5個発見されており、ケプラー62fはこの中で最も遠くを公転している。軌道長半径は0.718AUと、太陽系では金星とほぼ同じ距離を、267.291日周期で公転している。
地球から見ると、ケプラー62fはケプラー62の表面を通過する。これにより、ケプラー62の一部が隠されることで、7.46時間の間、最大で0.042%、ケプラー62の明るさが減少する。ケプラー62fはこの性質を利用したトランジット法によって太陽系外惑星を検出するケプラー宇宙望遠鏡によって2013年に発見された。発見の事実は、ケプラー62の他の4個の惑星とケプラー69を公転する2個の太陽系外惑星と共に2013年4月18日に公表された。
ケプラー62fは、その長い公転周期のために恒星面通過がなかなか起こらない。当初はケプラー62bからeまでしか存在が気づかれず、これら4個の惑星の発見後、Eric Agol によって発見された。

## 物理的性質

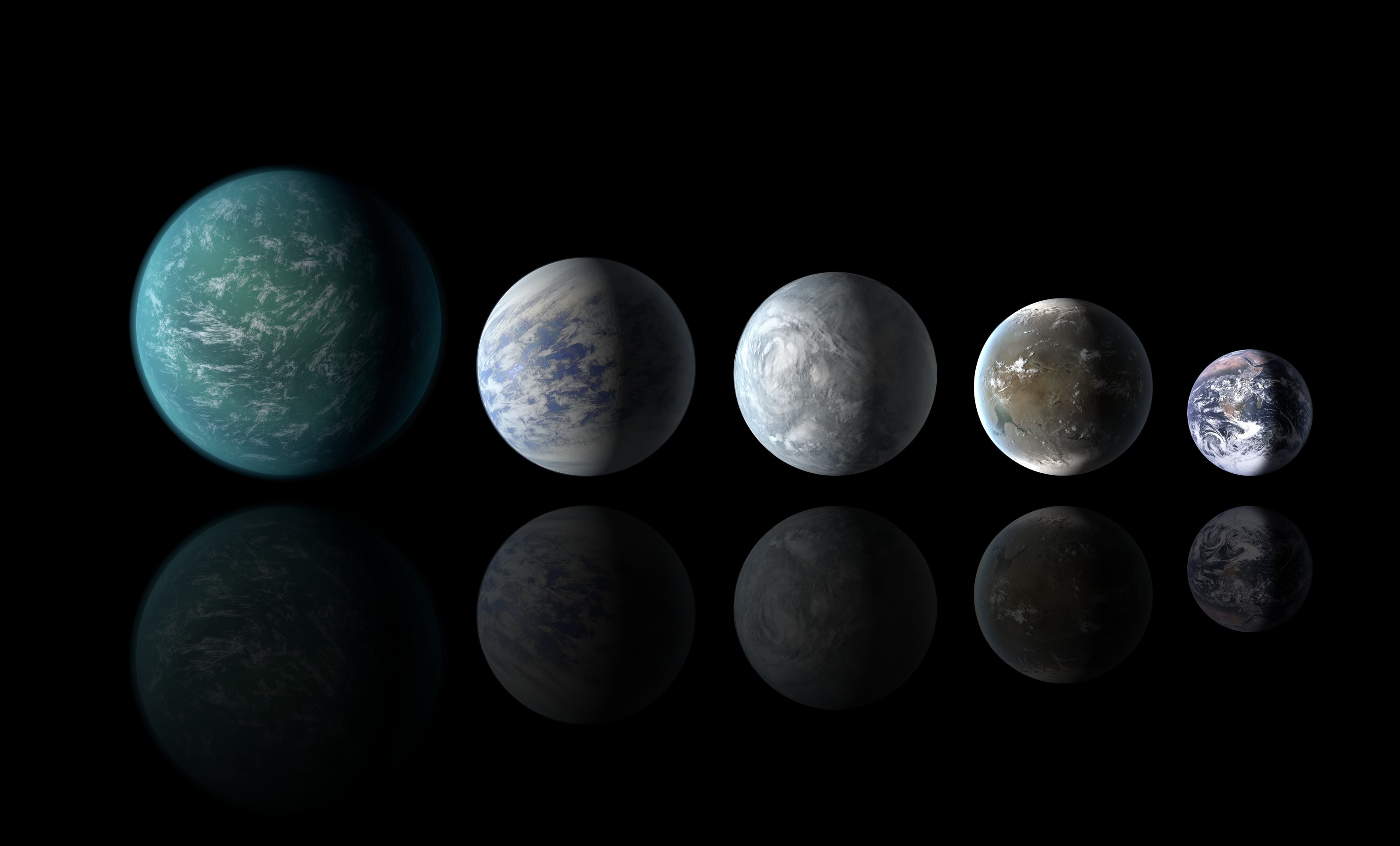
左からケプラー22b、ケプラー69c、ケプラー62e、ケプラー62fと地球の大きさの比較。それらの全てがハビタブルゾーンに位置する惑星である。

ケプラー62fは、恒星面通過の減光度から、直径が地球の1.41倍であると推定された。また、軌道長半径は地球と比べれば恒星に近いが、ケプラー62の表面温度が太陽より低い4652℃ (4925K) であり、光度も太陽の0.2倍であるため、ケプラー62fはケプラー62のハビタブルゾーンの中間に軌道を持つと予想される。ケプラー62fは、発見当時ハビタブルゾーンに存在すると予測されている惑星の中で最小の直径を有するものであった。それ以前の記録は、地球の2.4倍の直径を有するケプラー22bである。この記録は、後に発見されたケプラー186f（地球の1.1倍）により更新された。
ケプラー62fはトランジット法で観測された惑星であるため、質量は不明であるが、推定で地球の35倍以下の質量を持つため、NASAはケプラー62fを岩石の組成を持つ地球型惑星、いわゆるスーパー・アースであると推定している。ケプラー62の年齢は30億年から110億年であり、生命が誕生するには十分な時間が経過している。
ケプラー62fの正確な表面温度はアルベドと大気組成が判明しないと分からない。仮にアルベドを0.3と仮定すると、表面温度は-65℃ (208K) となる。これは一見すると水分が凍りつく低温の惑星である印象を与えるが、しかしこれらはより推定が難しい大気による温室効果を全く考慮していない値である。地球も温室効果が無い場合の平均表面温度は-18℃になると考えられている。より直径が大きく質量も多いと推定されるケプラー62fは、より濃密な大気を持ち、その分だけ温室効果も強く働くと考えられる。